# Alex Cowie
Pour les articles homonymes, voir Cowie.
Alexandra "Alex" Cowie, connue également sous son nom de mariage Alex Soady, née le 11 mai 1947 à Birmingham, est une joueuse anglaise de squash et également une joueuse de tennis.

## Biographie
Elle participe au tournoi de tennis de Wimbledon de 1966 à 1972 avant de participer aux championnats du monde de squash 1985 et 1987.
Elle est ensuite l'entraineur réputé de Cassie Jackman, championne du monde en 1999 et pendant douze ans de l'équipe d'Angleterre féminine, remportant sept titres de championne du monde par équipes,.

## Palmarès

### Titres
- Scottish Open : 1974
- Championnat d'Europe par équipes : 1985